# Meryta salicifolia
Meryta salicifolia är en araliaväxtart som beskrevs av John William Moore. Meryta salicifolia ingår i släktet Meryta och familjen Araliaceae. Inga underarter finns listade.